# سیب زینتی ژاپنی
سیب زینتی ژاپنی (نام علمی: Malus floribunda) نام یک گونه از سرده سیب است.